# Linia kolejowa nr 133
Linia kolejowa nr 133 Dąbrowa Górnicza Ząbkowice – Kraków Główny – linia kolejowa przebiegająca przez dwa województwa: śląskie i małopolskie. Odcinek Jaworzno Szczakowa – Kraków Główny wchodzi w skład międzynarodowej linii kolejowej E 30.

## Charakterystyka techniczna
Według stanu z 15 grudnia 2019 będą obowiązywać następujące prędkości maksymalne dla pociągów:
| Prędkość                                          | Prędkość         | Prędkość         | Kilometraż | Kilometraż | Prędkość            | Prędkość         | Prędkość         |
| tor 1                                             | tor 1            | tor 1            | od         | do         | tor 2               | tor 2            | tor 2            |
| pociągi pasażerskie                               | autobusy szynowe | pociągi towarowe | od         | do         | pociągi pasażerskie | autobusy szynowe | pociągi towarowe |
| ------------------------------------------------- | ---------------- | ---------------- | ---------- | ---------- | ------------------- | ---------------- | ---------------- |
| 120                                               | 120              | 100              | -1,224     | 5,605      | 120                 | 120              | 100              |
| 110                                               | 110              | 80               | 5,605      | 5,607      | 120                 | 120              | 100              |
| 110                                               | 110              | 80               | 5,607      | 6,875      | 110                 | 110              | 80               |
| 120                                               | 120              | 100              | 6,875      | 7,029      | 110                 | 110              | 80               |
| 120                                               | 120              | 100              | 7,029      | 12,366     | 120                 | 120              | 100              |
| 120                                               | 120              | 100              | 12,366     | 12,429     | 50                  | 50               | 50               |
| 60                                                | 60               | 60               | 12,429     | 14,482     |                     |                  |                  |
| 100                                               | 100              | 100              | 14,482     | 15,810     |                     |                  |                  |
| 120                                               | 120              | 120              | 15,810     | 19,000     | 120                 | 120              | 120              |
| 120                                               | 120              | 120              | 19,000     | 24,093     | 120                 | 120              | 120              |
| 120                                               | 120              | 120              | 24,093     | 29,110     | 120                 | 120              | 120              |
| 60                                                | 60               | 60               | 24,110     | 29,600     | 50                  | 50               | 50               |
| 40                                                | 40               | 40               | 29,600     | 32,250     | 50                  | 50               | 50               |
| 50                                                | 50               | 50               | 32,250     | 33,200     | 60                  | 60               | 60               |
| 50                                                | 50               | 50               | 33,200     | 35,600     | 100                 | 100              | 100              |
| 50                                                | 50               | 50               | 35,600     | 46,700     | 50                  | 50               | 50               |
| 120                                               | 120              | 120              | 46,700     | 57,970     | 120                 | 120              | 120              |
| 120                                               | 120              | 120              | 57,970     | 59,400     | 120                 | 120              | 100              |
| 120                                               | 120              | 120              | 59,400     | 61,783     | 120                 | 120              | 120              |
| 120                                               | 120              | 120              | 61,783     | 63,862     | 120                 | 120              | 120              |
| 120                                               | 120              | 80               | 63,862     | 63,870     | 120                 | 120              | 120              |
| 120                                               | 120              | 80               | 63,870     | 67,400     | 120                 | 120              | 80               |
| 90                                                | 90               | 70               | 67,400     | 69,500     | 120                 | 120              | 80               |
| 80                                                | 80               | 70               | 69,500     | 70,799     | 80                  | 80               | 70               |
| nie zawiera ograniczeń z Wykazu Ostrzeżeń Stałych |                  |                  |            |            |                     |                  |                  |

## Modernizacja

### Jaworzno Szczakowa – Kraków Główny Towarowy
Pomiędzy 30 listopada a 21 grudnia 2010 PKP PLK podpisały 4 umowy na modernizację linii nr 133 na odcinku Jaworzno Szczakowa – Kraków Główny Towarowy oraz na linii nr 134 na odcinku Sosnowiec Jęzor – Jaworzno Szczakowa. Wszystkie umowy zawarto w systemie „zaprojektuj i zbuduj”, ich łączna cena brutto wyniosło 1,3 mld zł, a przewidywaną datą zakończenia prac był czerwiec 2014. Planowano wówczas dofinansowanie inwestycji przez Unię Europejską w ramach Programu Operacyjnego Infrastruktura i Środowisko na lata 2007–2013. Dofinansowanie miało stanowić 85% kosztów inwestycji. Inwestycja została podzielona na 4 części:
| Data podpisania umowy | Zakres robót                                                                          | Wykonawca | Cena brutto |       |
| --------------------- | ------------------------------------------------------------------------------------- | --- | ----------- | ----- |
| 30 listopada 2010     | Sosnowiec Jęzor – Trzebinia                                                           | - Przedsiębiorstwo Robót Kolejowych i Inżynieryjnych, Wrocław - Przedsiębiorstwo Budownictwa Kolejowego i Inżynieryjnego „Infrakol”, Jawor - Przedsiębiorstwo Napraw i Utrzymania Infrastruktury Kolejowej w Krakowie | 366 mln zł  | [ 5 ] |
| 17 grudnia 2010       | sygnalizacja dla obszaru: LCS Jaworzno Szczakowa, LCS Trzebinia i LCS Kraków Mydlniki | - Thales Rail Signalling Solutions, Poznań - Thales Rail Signalling Solutions, Niemcy | 96 mln zł   | [ 7 ] |
| 21 grudnia 2010       | Trzebinia – Krzeszowice                                                               | - OHL ŽS, Brno (lider) - Przedsiębiorstwo TOR-KAR-SSON Zbigniew Kargul, Warszawa | 480 mln zł  | [ 6 ] |
| 21 grudnia 2010       | Krzeszowice – Kraków Główny Towarowy                                                  | - Przedsiębiorstwo Napraw Infrastruktury (lider) - PKP Energetyka - Pomorskie Przedsiębiorstwo Mechaniczno – Torowe, Gdańsk                                                                                           | 360 mln zł  | [ 6 ] |

W sierpniu 2011 Budimex podpisał z PKP warunkową umowę kupna Przedsiębiorstwa Napraw Infrastruktury, będącego głównym wykonawcą modernizacji odcinka Krzeszowice – Kraków Główny Towarowy. W kwietniu 2012 PNI rozpoczęło pierwsze prace na tym odcinku, jednakże w sierpniu później PNI ogłosiło wniosek o upadłość układową i prace zostały przerwane.
Pierwsze zasadnicze prace budowlane rozpoczęły się maju 2013. W lutym 2014 zaawansowanie prac na odcinku Sosnowiec Jęzor – Trzebinia wynosiło 9%, na odcinku Trzebinia – Krzeszowice 1,5%, a na odcinku Krzeszowice – Kraków Główny Towarowy nie było gotowa nawet dokumentacja projektowa.
W 2014 roku ze względu na opóźnienia w modernizacji linii, PKP PLK podjęły decyzję o aktualizacji harmonogramu i scenariuszu prac. Według PKP PLK przyczynami opóźnień były:
- Zmianą stanu prawnego modernizowanych obiektów polegającą na wpisaniu obiektów przeznaczonych do modernizacji na listę ewidencji wojewódzkiego konserwatora zabytków.
- Warunkami przebudowy wydanymi przez zarządców infrastruktury drogowej i podziemnej, wprowadzającymi nowe zakresy robót w stosunku do programu funkcjonalno-użytkowego.
- Powstaniem nowego obszaru Natura 2000 – Łąki w Jaworznie.
- Upadłością grupy Movares (która prowadziła prace projektowe jako podwykonawca na 2 kontraktach).
- Upadłość Przedsiębiorstwa Napraw Infrastruktury[13].

W styczniu 2015 PKP PLK zawarło porozumienie z Trakcją PRKiI (wykonawcą odcinka Sosnowiec Jęzor – Trzebinia), w ramach którego Trakcja i PKP PLK rozlicza się za dotychczas wykonane zadania oraz Trakcja przygotuje kompleksową dokumentację do ogłoszenia przetargu na wykonanie pozostałych prac budowlanych na tym odcinku. Podobne porozumienie zostało zawarte z wykonawcą odcinka Krzeszowice – Trzebinia. Jednym kontraktem, który nie został zerwany był kontrakt na sygnalizację.
Jedynym odcinek który udało się zmodernizować do 2015 roku był Sosnowiec Jęzor – Jaworzno Szczakowa, na wszystkie pozostałe PKP PLK ogłosiło nowe przetargi na ich modernizację:
| Data ogłoszenia przetargu | Data podpisania umowy | Zakres robót                             | Wykonawca                                                                              | Cena brutto |               |
| ------------------------- | --------------------- | ---------------------------------------- | -------------------------------------------------------------------------------------- | ----------- | ------------- |
| 17 kwietnia 2014          | 27 stycznia 2016      | Krzeszowice – Kraków Mydlniki            | - Vias y Construcciones - Dragados - Electren                                          | 352 mln zł  | [ 17 ] [ 10 ] |
| 8 grudnia 2014            | 16 listopada 2016     | Kraków Mydlniki – Kraków Główny Towarowy | - Torpol                                                                               | 304 mln zł  | [ 18 ] [ 19 ] |
| 23 września 2015          | 29 grudnia 2016       | Jaworzno Szczakowa – Trzebinia           | - Trakcja PRKiI (lider) - Comsa - PKP Energetyka - Porr Polska Construction - Porr Bau | 365 mln zł  | [ 20 ] [ 21 ] |
| 24 września 2015          | 2 października 2017   | Trzebinia – Krzeszowice                  | - Torpol - Budimex                                                                     | 597 mln zł  | [ 22 ] [ 23 ] |

Pierwsze prace (roboty rozbiórkowe oraz wycinka drzew) na odcinku Krzeszowice – Kraków Mydlniki rozpoczęły się w lutym 2016, a prace związane z wstrzymaniem ruchu w sierpniu. Na początku 2017 roku natomiast rozpoczęły się prace na odcinku Kraków Mydlniki – Kraków Towarowy. W lutym 2017 przekazany został plac budowy na odcinku Jaworzno Szczakowa – Trzebinia i rozpoczęły się tam prace przygotowawcze.
Na początku 2019 roku prace na wszystkich odcinkach były opóźnione o przynajmniej pół roku.
Na początku października 2019 PKP PLK ogłosiła przetarg na opracowanie dokumentacji programowo-przetrzennej na budowę łącznicy Borowa Górka – Pieczyska. 20 listopada 2019 rozstrzygnięto przetarg na opracowanie dokumentacji programowo przestrzennej na budowę łącznicy z Borowej Górki do Pieczysk, dzięki której skróci się podróż z Wolbromia i Olkusza do Krakowa z 3 godzin do 45-55 minut. Powstanie łącznicy planowane jest do 2023 roku.

### Dąbrowa Górnicza Ząbkowice – Jaworzno Szczakowa
W 2014 roku zakończyła się modernizacja linii na odcinku Dąbrowa Górnicza Ząbkowice – Jaworzno Szczakowa. Wraz ze zmianą rozkładu jazdy w grudniu 2014 pociągi rozpoczęły kursowanie z prędkością 120 km/h. Wraz z modernizacją odnowiono perony w Dąbrowie Górniczej Ząbkowice oraz Sosnowcu Maczkach.

### Kraków Towarowy – Kraków Główny
18 kwietnia 2017 PKP PLK podpisało z konsorcjum firm Strabag i Krakowskie Zakłady Automatyki umowę na modernizację linii nr 133 na odcinku Kraków Towarowy – Kraków Główny oraz linii nr 91 na odcinku Kraków Główny – Rudzice.